# Jens Loh
Jens Loh (* 25. Januar 1971 in Tettnang) ist ein deutscher Jazzmusiker (Kontrabass, Komposition). Dem Mannheimer Morgen zufolge gilt er als einer der besten Bassisten des deutschen Jazz.

## Leben und Wirken
Loh begann im Alter von sechs Jahren mit klassischem Geigenunterricht. Später spielte er Gitarre, um sich mit 17 Jahren für den Kontrabass zu entscheiden. Als Bassist studierte er in den Niederlanden am Koninklijk Conservatorium Den Haag bei Hein van de Geyn, Frans van der Hoeven und Jacques Schols.
Loh spielte dann in der Hausband des niederländischen Radio-Programmes NCRV Hier en Nu Nieuwspoort. Er arbeitete zudem mit Musikern wie Richie Beirach, Nils Petter Molvær, Susanne Abbuehl, Ingrid Jensen, Ack van Rooyen, Herbert Joos, Mark Soskin, Joo Kraus, Torsten de Winkel, Wolfert Brederode, Philip Harper, Carsten Dahl, Flo Dauner, Cornelius Claudio Kreusch, Pete York oder Jarmo Hoogendijk. Er war Mitglied in den Trios von Thomas Siffling, Gee Hye Lee und Patrick Manzecchi, im Trio Duende und in Sandi Kuhns Kuhnstoff und trat auf dem North Sea Jazz Festival, dem Jazzfestival Ibiza, dem Festival von Getxo und Kampenjazz (Oslo) auf.
Gemeinsam mit dem Gitarristen Florian Zenker und dem Perkussionisten Afra Mussawisade gründete Loh 2005 das Trio tiny tribe, das nach seinem Debütalbum Milou (2006) sein zweites Album Strange Stories & Faraway Places (2009) vorlegte. Mit Zenker komponierte er die Musik für die Dokumentarfilme Kairo all inclusive und Mali und die Kunst des Teilens. Mit Lorenzo Petrocca, William Lecomte und Antoine Fillon veröffentlichte er 2017 das Album Round About Italy bei HGBS Blue. Gemeinsam mit Laura Kipp schrieb er die Songs für deren Album Quiet Land (2021), auf dem er auch Bass spielt. Er ist weiterhin auf Alben von Anette von Eichel, Arnulf Ochs, Barbara Bürkle, Lilly Thornton, Christian Meyers, Christoph Neuhaus, Composers Pool Orchestra, Couch Ensemble, European Groove Orchestra, Flairck, Markus Harm, Nicole Metzger, Sapporo Sound Motel und Swingin’ Woods zu hören.